# Maechidius subcostatus
Maechidius subcostatus är en skalbaggsart som beskrevs av Heller 1895. Maechidius subcostatus ingår i släktet Maechidius och familjen Melolonthidae. Inga underarter finns listade i Catalogue of Life.